# Liste der Kulturdenkmäler in Selters
Die folgende Liste enthält die in der Denkmaltopographie ausgewiesenen Kulturdenkmäler auf dem Gebiet  der Gemeinde Selters (Taunus), Landkreis Limburg-Weilburg, Hessen.
Hinweis: Die Reihenfolge der Denkmäler in dieser Liste orientiert sich zunächst an Ortsteilen und anschließend der Anschrift, alternativ ist sie auch nach der Bezeichnung, der vom Landesamt für Denkmalpflege vergebenen Nummer oder der Bauzeit sortierbar.
Kulturdenkmäler werden fortlaufend im Denkmalverzeichnis des Landes Hessen durch das Landesamt für Denkmalpflege Hessen auf Basis des Hessischen Denkmalschutzgesetzes (HDSchG) geführt. Die Schutzwürdigkeit eines Kulturdenkmals hängt nicht von der Eintragung in das Denkmalverzeichnis des Landes Hessen oder der Veröffentlichung in der Denkmaltopographie ab.

## Kulturdenkmäler nach Ortsteilen

### Eisenbach
| Bild            | Bezeichnung                  | Lage                                                                                | Beschreibung | Bauzeit         | Objekt-Nr. |
| --------------- | ---------------------------- | ----------------------------------------------------------------------------------- | --- | --------------- | ---------- |
| Bild gesucht BW | Bildstock                    | Eisenbach, Eckweg o. Nr. (bei der Grillhütte) LageFlur: 11, Flurstück: 10           | Putzgeformter Bruchsteinstock in gedrungener, derber Form. Ein Gesims trennt den Schaft vom Oberteil. Eingelassen ist ein Relief mit der Hl. Familie und der Heilig-Geist-Taube. Darunter die Inschrift: „Johann Jost und Catharina Jostin haben dies zur Ehr Gottes machen lassen 1776“. Der aufgesetzte Kruzifixus wohl später.                                                                                        | 1776            | 52020 DDB  |
| Bild gesucht BW | Gesamtanlage                 | Eisenbach, Gesamtanlage Eisenbach Lage                                              | |                 | 52007 DDB  |
| weitere Bilder  | Gesamtanlage                 | Eisenbach, Gesamtanlage Hof zu Hausen Lage                                          | |                 | 52023 DDB  |
| weitere Bilder  |                              | Eisenbach, Grabenstraße 1 LageFlur: 26, Flurstück: 201/20                           | Dreistöckiges hochschmales Walmdacheckhaus. Nicht weniger eigenwillig ist die historistische, nach Bauherren- und Handwerkergeschmack kombinierte Dekoration. Nach einem Neuanstrich wirkt das Haus übermäßig kontrastreich. | um 1900         | 52008 DDB  |
|                 |                              | Eisenbach, Grabenstraße 3 LageFlur: 26, Flurstück: 21/1                             | Kleines Dreichachsen-Häuschen der Westseite. Ähnlich wie am Haus Nr. 8 füllt der Stuck- und Putzdekor im Geschmack des Neubarock die gesamte Schaufläche und bewirkt in dörflicher Umgebung einen seltsamen Eindruck. | um 1900         | 52009 DDB  |
| weitere Bilder  |                              | Eisenbach, Grabenstraße 8 LageFlur: 26, Flurstück: 63                               | Traufenhäuschen nach üblichem Schema mit einer breiten Eingangs- und zwei schmalen Seitenachsen. Auch die OG-Fenster sitzen altertümlich unter der Traufe. Der Bauherr, vielleicht mit dem ausführenden Handwerker identisch, entschied sich für einen originell wirkenden, neugotischen Dekor. So haben die unteren Fenster Vorhangbögen, und unter dem typischen Kehlgesims verläuft ein regelrechter Spitzbogenfries. | 1898            | 52011 DDB  |
|                 |                              | Eisenbach, Grabenstraße 26 LageFlur: 26, Flurstück: 49/1                            | | 1897            | 52012 DDB  |
| weitere Bilder  | Bildstock                    | Eisenbach, Hauser Weg 6 LageFlur: 11, Flurstück: 182/5                              | | 1913            | 52021 DDB  |
| Bildstock       | Bildstock                    | Eisenbach, Kirchberg o. Nr. LageFlur: 28, Flurstück: 130/8                          | Sogenanntes Annabildchen auf dem Annaberg. Teil der früher üblichen Annaprozessionen. Die Rückseite enthält ein volkstümlich-ausdrucksvolles Pietà-Relief, das aus der abgebrochenen Barockkirche stammen soll. | um 1900         | 52018 DDB  |
| Bildstock       | Bildstock                    | Eisenbach, Kirchhofstraße o. Nr. (Ecke Helenenstraße) LageFlur: 14, Flurstück: 20/9 | |                 | 52019 DDB  |
| Denkmalanlage   | Denkmalanlage                | Eisenbach, Kirchstraße o. Nr. LageFlur: 26, Flurstück: 128/2                        | | 1932            | 52015 DDB  |
| weitere Bilder  | Kath. Pfarrhaus              | Eisenbach, Kirchstraße 18 LageFlur: 28, Flurstück: 88/4                             | | 1833            | 52010 DDB  |
| weitere Bilder  |                              | Eisenbach, Kirchstraße 24 LageFlur: 26, Flurstück: 208/108                          | | 1906            | 52013 DDB  |
| weitere Bilder  | Kath. Pfarrkirche St. Petrus | Eisenbach, Kirchstraße 27, Kirchstraße 16 LageFlur: 28, Flurstück: 123/2, 90/1      | | 1898            | 52014 DDB  |
|                 |                              | Eisenbach, Mühlstraße 17 LageFlur: 13, Flurstück: 122/1                             | Freistehendes Wohnhaus von drei Achsen Breite mit zurückhaltendem, feingliedrige und präzise Stuckdekor zur Geltung. Mit seinen Pilastern, der Rustika und belegten Friesen bezieht er sich auf Kanten und Gesimse. | 1901            | 52016 DDB  |
| Bild gesucht BW | Hauszeichen                  | Eisenbach, Wilhelmstraße 38 LageFlur: 28, Flurstück: 26                             | | 18. Jahrhundert | 52022 DDB  |

### Haintchen
| Bild                     | Bezeichnung                    | Lage                                                                         | Beschreibung | Bauzeit                                                       | Objekt-Nr. |
| ------------------------ | ------------------------------ | ---------------------------------------------------------------------------- | --- | ------------------------------------------------------------- | ---------- |
| Bildstock                | Bildstock                      | Haintchen, Auf dem Höchst o. Nr. LageFlur: 5, Flurstück: 143/2               | | 1756                                                          | 52046 DDB  |
|                          |                                | Haintchen, Camberger Straße 7 LageFlur: 49, Flurstück: 11/1                  | Wohnhaus einer winklig geordneten Hofreite. Heute einheitlich verputzt, früher jedoch ein differenzierter Sichtfachwerkbau, wie die Überstände angeben. Innere Längsteilung und ein stehender Dachstuhl erkennbar. Alte Eingangssituation mit Freitreppe. | Mitte 18. Jahrhundert                                         | 52027 DDB  |
|                          |                                | Haintchen, Camberger Straße 9 LageFlur: 49, Flurstück: 9/4                   | Giebelständiges Wohnhaus, ein verputzter, ehemals freiliegender Fachwerkbau mit leicht vorkragendem Obergeschoss besitzt die gleichen Merkmale der Längsteilung, des Dachstuhles und der Dachführung wie das Nachbarhaus Nr. 7. Mit diesem ergibt sich eine lebhafte Staffelwirkung im Gassenraum. Die hohen Kellersockel verweisen auf den früher offenen Bachlauf. | 18. Jahrhundert                                               | 52029 DDB  |
| weitere Bilder           |                                | Haintchen, Camberger Straße 12 LageFlur: 52, Flurstück: 75                   | Giebelständiges jetzt verputztes Sichtfachwerkwohnhaus am Rande des geschichtlichen Ortsbildes. Die Hanglage erforderte einen Ausgleichssockel im hinteren Bereich. Der Dachstuhl enthält sowohl Verzapfungen als auch Überblattungen. Bekannt ist noch der frühere Räucherkamin. Die biedermeierliche Haustüre zeigt wechselnde Kassettenfüllung.                   | 17. Jahrhundert                                               | 52028 DDB  |
| Votivtafel               | Votivtafel                     | Haintchen, Freier Platz o. Nr. LageFlur: 49, Flurstück: 65                   | 1958 bei der Erneuerung der St. Nikolaus-Kapelle unter Verputz wiederentdeckt. Die rundbogige Reliefplatte aus Lahnmarmor zeigt auf einem fein gestockten Spiegel ziselierhaft die Gestalt des Kapellenheiligen und darunter die Jahreszahl 1762 nebst Stifterinschrift.                                                                                             | 1762                                                          | 52045 DDB  |
|                          |                                | Haintchen, Freier Platz 17 LageFlur: 49, Flurstück: 16                       | | 18. Jahrhundert                                               | 52030 DDB  |
| Gesamtanlage             | Gesamtanlage                   | Haintchen, Gesamtanlage Haintchen Lage                                       | |                                                               | 52026 DDB  |
|                          |                                | Haintchen, Hessenstraße 24 LageFlur: 50, Flurstück: 60                       | | Mitte 18. Jahrhundert                                         | 52032 DDB  |
| Kapelle der 14 Nothelfer | Kapelle der 14 Nothelfer       | Haintchen, Hessenstraße (bei Nr. 8) LageFlur: 51, Flurstück: 63              | | 1811, Ersterwähnung 1495 „Heiligenstock“, 1786 „Heiligenhaus“ | 52031 DDB  |
| Bildstock                | Bildstock                      | Haintchen, Hinter dem Hain o. Nr. LageFlur: 19, Flurstück: 85                | Der „Allerseeligen“ geweihte Bildstock am ehemaligen Fußweg nach Camberg wurde in Aufbau und Gliederung wohl schon im 19./20. Jahrhundert erneuert oder verändert. Der Unterteil enthält als rundbogiges Marmorrelief die Kreuzigungsgruppe mit einer Beschriftung, die das Stifterehepaar und die Jahreszahl 1764 angibt.                                           | 1764                                                          | 52042 DDB  |
| weitere Bilder           |                                | Haintchen, Mittelstraße 1 LageFlur: 50, Flurstück: 84                        | | 17. Jahrhundert                                               | 52038 DDB  |
|                          |                                | Haintchen, Mittelstraße 4 LageFlur: 49, Flurstück: 72/2                      | | 18. Jahrhundert                                               | 52039 DDB  |
|                          |                                | Haintchen, Mittelstraße 9 LageFlur: 50, Flurstück: 77                        | | 18. Jahrhundert                                               | 52040 DDB  |
| weitere Bilder           | Alte Schule                    | Haintchen, Mittelstraße 15 LageFlur: 50, Flurstück: 65                       | | Anfang 18. Jahrhundert                                        | 52041 DDB  |
| weitere Bilder           |                                | Haintchen, Mittelstraße 16, Schulstraße 1 LageFlur: 50, Flurstück: 54, 55    | | 18. Jahrhundert                                               | 52034 DDB  |
| weitere Bilder           | Kath. Pfarrkirche St. Nikolaus | Haintchen, Mittelstraße 17, Unter der Kirche LageFlur: 50, Flurstück: 68, 69 | | 1749–1750                                                     | 52033 DDB  |
| weitere Bilder           | Altes Pfarrhaus                | Haintchen, Mittelstraße 18 LageFlur: 50, Flurstück: 59/1                     | | 18. Jahrhundert                                               | 52036 DDB  |
| weitere Bilder           | Votivtafel                     | Haintchen, Mittelstraße (bei Freier Platz 3) LageFlur: 49, Flurstück: 70     | | 1764                                                          | 52043 DDB  |
| weitere Bilder           | Ehem. Volksschule              | Haintchen, Schulstraße 4, 4a LageFlur: 50, Flurstück: 52/1, 52/2             | | 1843/44                                                       | 52035 DDB  |
| weitere Bilder           |                                | Haintchen, Untere Bachstraße 4 LageFlur: 50, Flurstück: 90                   | | Anfang 17. Jahrhundert                                        | 52037 DDB  |
| Votivtafel o. Abb.       | Votivtafel o. Abb.             | Haintchen, Zwischen dem Hasselbacher Weg o. Nr. LageFlur: 14, Flurstück: 39  | Von dem früher aus Bruchstein bestehenden, 1949 beseitigten Bildstock ist die Reliefplatte erhalten (hinter Geländer nicht zu fotografieren). Sie zeigt eine Kreuzigungsgruppe und nennt in der Inschrift neben dem Stifterehepaar die Jahreszahl 1760. Das Heiligenhäuschen ist St. Josef gewidmet.                                                                 | 1760                                                          | 52044 DDB  |

### Münster
| Bild                          | Bezeichnung                   | Lage                                                                        | Beschreibung | Bauzeit                | Objekt-Nr. |
| ----------------------------- | ----------------------------- | --------------------------------------------------------------------------- | --- | ---------------------- | ---------- |
| Ev. Kirche                    | Ev. Kirche                    | Münster, Burgstraße 10 LageFlur: 9, Flurstück: 93                           | |                        | 52048 DDB  |
| Denkmalanlage                 | Denkmalanlage                 | Münster, Burgstraße 10 LageFlur: 9, Flurstück: 93                           | Das Kriegerdenkmal wurde vom Münsterer Kriegerverein zum Gedenken an den deutsch-französischen Krieg von 1870/71 errichtet. Der Aufbau aus Sockel, Pylon und Adler wurde durch den Bildhauer J. B. Zimmermann aus Oberbrechen geschaffen. Offenbar nach dem Ersten Weltkrieg entstand die große Terrassenanlage unterhalb der Kirche aus gestuften Bruchsteinmauern, Freitreppen und Namenssteinen.                          | 1895                   | 52049 DDB  |
| Bild gesucht BW               | Gesamtanlage                  | Münster, Gesamtanlage Ehem. Baumanns Mühle (Bezirksstraße 36 (L 3021)) Lage | |                        | 52056 DDB  |
| Bild gesucht BW               | Gesamtanlage                  | Münster, Gesamtanlage Ehem. Stahlmühle (Bezirksstraße 34 (L 3021)) Lage     | | Ende 18. Jahrhundert   | 52057 DDB  |
| Bild gesucht BW               | Gesamtanlage                  | Münster, Gesamtanlage Münster Lage                                          | |                        | 52047 DDB  |
| Bild gesucht BW               | Stolleneingang                | Münster, Lindenberg o. Nr. LageFlur: 5, Flurstück: 47/4                     | Eingang zu einem Nebenstollen des werknahen Abbaus der Grube Lindenberg. Diese wurde 1941 und 1950 wieder in Betrieb genommen und 1970 stillgelegt. Wohl nach 1945 entstand der sorgfältig gefügte Eingang aus Bruchsteinmauerwerk. | Ende 20. Jahrhundert   | 52058 DDB  |
|                               |                               | Münster, Neustraße 8 LageFlur: 7, Flurstück: 69                             | | 1825 bis 1835          | 52050 DDB  |
|                               |                               | Münster, Obergasse 19 LageFlur: 8, Flurstück: 5/1                           | | 1683                   | 52051 DDB  |
| Ehem. Glücksmühle             | Ehem. Glücksmühle             | Münster, Obergasse 42 LageFlur: 8, Flurstück: 55                            | | 1835 bis 1845          | 52052 DDB  |
| Rathaus und ehem. Volksschule | Rathaus und ehem. Volksschule | Münster, Selterser Straße 2 LageFlur: 9, Flurstück: 111                     | | 1827                   | 52053 DDB  |
|                               |                               | Münster, Selterser Straße 4 LageFlur: 9, Flurstück: 144/1                   | | Anfang 19. Jahrhundert | 52054 DDB  |
| Ev. Pfarrhaus                 | Ev. Pfarrhaus                 | Münster, Vorderstraße 17 LageFlur: 9, Flurstück: 104                        | Wohnhaus des ehemals dreiseitig umbauten und frei unterhalb der Straße liegenden Pfarrhofes. Der frühere Sichtfachwerkbau eäntstand i. J. 1716, wie noch das Dachfähnchen mitteilt, und wurde 1821 umfassend renoviert. Merkmale der Erbauungszeit sind der vordere OG-Überstand und die Fensterordnung. Die klassizistische Haustüre von 1821 zeichnet sich durch Zahnschnittfriese und ein elegantes Oberlichtmaßwerk aus. | 1716, Renovierung 1821 | 52055 DDB  |

### Niederselters
| Bild                                | Bezeichnung                               | Lage | Beschreibung                 | Bauzeit                | Objekt-Nr. |
| ----------------------------------- | ----------------------------------------- | --- | ---------------------------- | ---------------------- | ---------- |
|                                     |                                           | Niederselters, Alois-Born-Straße 2, 4 LageFlur: 1, Flurstück: 159, 160/1                                                                                      |                              | 1625 bis 1675          | 51985 DDB  |
|                                     |                                           | Niederselters, Alois-Born-Straße 5 LageFlur: 1, Flurstück: 17/1                                                                                               |                              | 1625 bis 1675          | 51986 DDB  |
| Ehemaliges Schul- und Rathaus       | Ehemaliges Schul- und Rathaus             | Niederselters, Alois-Born-Straße 17 LageFlur: 1, Flurstück: 31                                                                                                |                              | 1782                   | 51988 DDB  |
| weitere Bilder                      | Ehem. Pfarrhaus                           | Niederselters, Alois-Born-Straße 20 LageFlur: 1, Flurstück: 116                                                                                               |                              | 1695                   | 51990 DDB  |
|                                     |                                           | Niederselters, Alois-Born-Straße 21 LageFlur: 1, Flurstück: 33/2                                                                                              |                              | Ende 18. Jahrhundert   | 51989 DDB  |
| weitere Bilder                      | Alte Kath. Pfarrkirche St. Christophorus  | Niederselters, Alois-Born-Straße 22 LageFlur: 1, Flurstück: 114                                                                                               |                              | 1717                   | 51991 DDB  |
| Bildstock                           | Bildstock                                 | Niederselters, Alois-Born-Straße o. Nr. (bei Nr. 12) LageFlur: 1, Flurstück: 115/1                                                                            |                              | 1737                   | 51987 DDB  |
| weitere Bilder                      |                                           | Niederselters, Alte Kirchhofstraße 3 LageFlur: 4, Flurstück: 116                                                                                              |                              | 1727                   | 52002 DDB  |
| weitere Bilder                      | Sachgesamtheit Seltersbrunnen             | Niederselters, Am Urseltersbrunnen 1, 3, 6, An der Heilquelle 14, An der Heilquelle, Am Urseltersbrunnen LageFlur: 2, Flurstück: 205, 212, 213, 214, 217, 218 |                              | 1907                   | 52000 DDB  |
| Ehemaliges Bahnhofshotel            | Ehemaliges Bahnhofshotel                  | Niederselters, Bahnhofstraße 5 LageFlur: 2, Flurstück: 89/1                                                                                                   |                              | 1905 bis 1915          | 51993 DDB  |
| weitere Bilder                      | Bahnhofsgebäude                           | Niederselters, Bahnhofstraße 6, Eisenbahn von Frankfurt/Main nach Eschhofen LageFlur: 2, Flurstück: 108/10, 108/9                                             |                              | 1875                   | 51992 DDB  |
|                                     |                                           | Niederselters, Brunnenstraße 9 LageFlur: 1, Flurstück: 175 |                              | Ende 18. Jahrhundert   | 51994 DDB  |
| Ehem. Gasthof zum 'Doppelten Adler' | Ehem. Gasthof zum 'Doppelten Adler'       | Niederselters, Brunnenstraße 11 LageFlur: 1, Flurstück: 174/2                                                                                                 |                              | 1725 bis 1775          | 51996 DDB  |
| weitere Bilder                      | Kath. Pfarrkirche St. Christophorus       | Niederselters, Brunnenstraße 16 LageFlur: 4, Flurstück: 199                                                                                                   |                              | 1909                   | 51997 DDB  |
| Bild gesucht BW                     | Wohnhaus                                  | Niederselters, Brunnenstraße 26 LageFlur: 4, Flurstück: 206                                                                                                   |                              | 18. Jahrhundert        | 888076 DDB |
| Ehem. Brunnenwache (Rathaus)        | Ehem. Brunnenwache (Rathaus)              | Niederselters, Brunnenstraße 46 LageFlur: 2, Flurstück: 64 |                              | 1792                   | 51998 DDB  |
| Bild gesucht BW                     | Straßenbrücke                             | Niederselters, Eisenbahn von Frankfurt/Main nach Eschhofen LageFlur: 2, Flurstück: 108/9                                                                      |                              | 1909                   | 924314 DDB |
| Emsbach-Brücke                      | Emsbach-Brücke                            | Niederselters, Emsbach (Brunnenstraße) LageFlur: 2, Flurstück: 1/1                                                                                            |                              | 1838                   | 51995 DDB  |
| Bild gesucht BW                     | Gesamtanlage                              | Niederselters, Gesamtanlage Niederselters Lage |                              |                        | 51984 DDB  |
| weitere Bilder                      | Kriegergedächtniskapelle                  | Niederselters, Im Hambacher Berg LageFlur: 11, Flurstück: 9/2                                                                                                 |                              | 1927                   | 52005 DDB  |
|                                     |                                           | Niederselters, Klosterstraße 6 LageFlur: 2, Flurstück: 139/2                                                                                                  |                              | 1907                   | 52001 DDB  |
| Gasthaus 'Zum Löwen'                | Gasthaus 'Zum Löwen'                      | Niederselters, Limburger Straße 8 LageFlur: 4, Flurstück: 114/1                                                                                               |                              | Anfang 18. Jahrhundert | 52003 DDB  |
| weitere Bilder                      | Ehemaliger Gasthof zum „Römischen Kaiser“ | Niederselters, Limburger Straße 10 LageFlur: 4, Flurstück: 113                                                                                                |                              | 1725 bis 1775          | 52004 DDB  |
|                                     |                                           | Niederselters, Seltrisa Ring 19 LageFlur: 1, Flurstück: 28 | Fachwerkhaus einer Hofreite. |                        | 52006 DDB  |